# 唱吧
唱吧是中華人民共和國一款唱歌類應用軟件，由陳華創辦。2012年5月31日，唱吧上线，5天后登上中国区App Store免费榜单首位，10天后获得100万用户;80天后用户数量突破1000万。當時唱吧的服務器一度崩潰，這使得軟件運營方不得不重構服務器代碼。唱吧用户突破千万后，老用户流失严重，新用户量上不去。此後又出現諸如爱唱、米吧等類似的APP。截至2014年2月，唱吧用戶達2億，日活躍人數為3000萬。

## 外部連結
- 官方网站